# Feletto
Feletto (piemontesisch Flèt) ist eine Gemeinde in der italienischen Metropolitanstadt Turin (TO), Region Piemont.

## Lage und Einwohner
Feletto liegt 30 km nördlich von Turin. Das Gemeindegebiet umfasst eine Fläche von 7 km² und hat 2163 Einwohner (Stand 31. Dezember 2023).
Die Nachbargemeinden sind San Giorgio Canavese, Rivarolo Canavese, Lusigliè, San Giusto Canavese und Bosconero.

## Geschichte

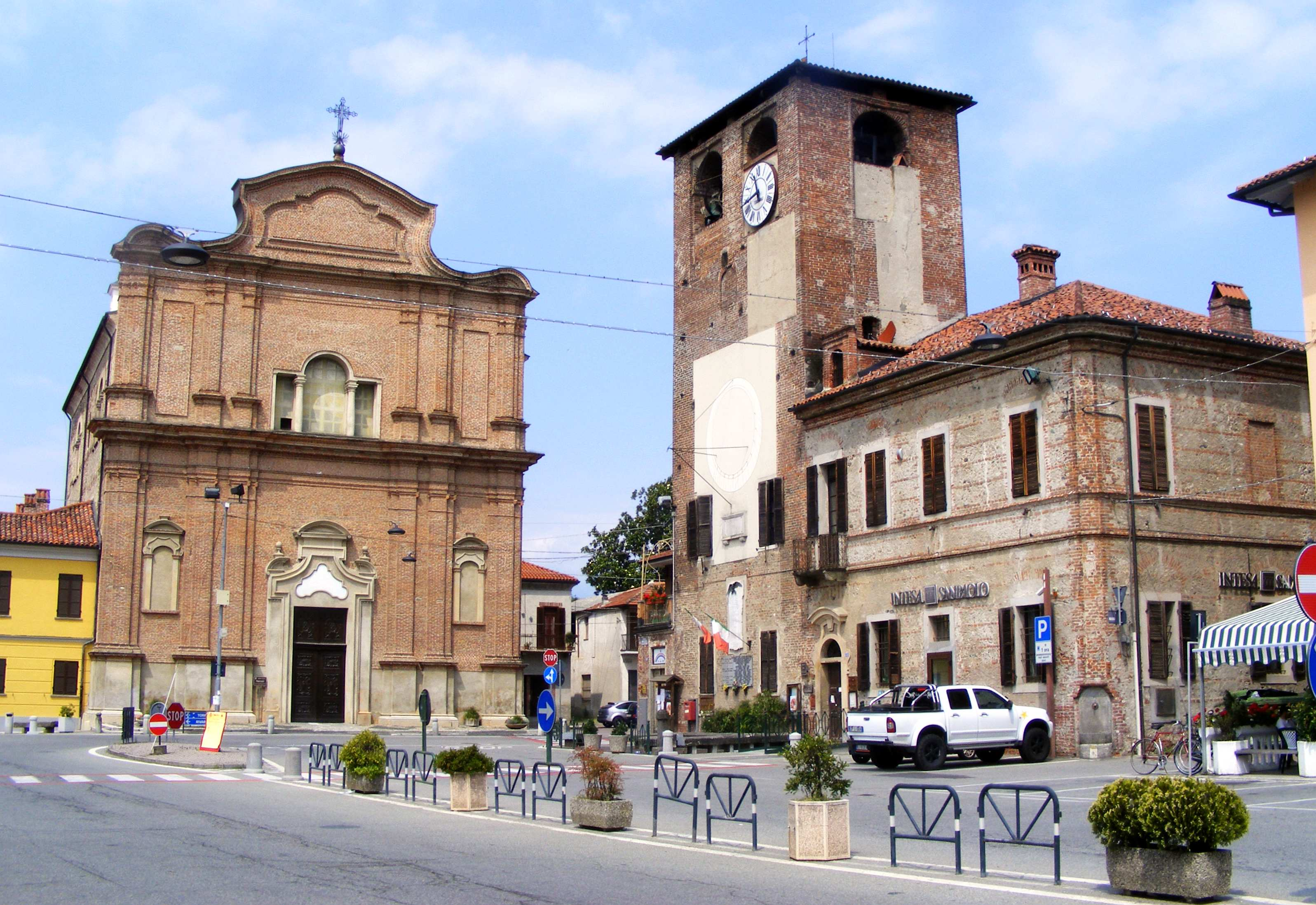
Zentralplatz in Feletto

Die ersten Erwähnungen der Stadt stammen aus dem Jahr 827, als der Anwalt Ghisiberto di Feletto, Verteidiger der Novalesa-Mönche, in einem Dokument erwähnt wird. Am 26. Oktober 1019 schenkte Ottone Guglielmo von den Markgrafen von Ivrea die Stadt der Abtei Fruttuaria di San Benigno Canavese als päpstliches Lehen, das dem Heiligen Stuhl unterstand.
Während des Zweiten Weltkriegs war diese Stadt ein sehr wichtiges Widerstandszentrum im Unteren Canavese. Aus diesem Grund wurde die Stadt während des Krieges von faschistischen Nazi-Truppen am 16. August 1944 in Brand gesteckt, die bei ihren Razzien mindestens 21 Menschen aus Feletto töteten.

## Söhne und Töchter
- Piergiorgio Debernardi (* 1940), katholischer Geistlicher, emeritierter Bischof von Pinerolo